# Týnišťko (rybník)
Rybník Týnišťko je rybník o rozloze vodní plochy asi 0,9 ha, zhruba obdélníkovitého tvaru o rozměrech asi 140 × 50 m, nalézající se na bezejmenném potoce v lese asi 400 m severozápadně od centra vesnice Týnišťko v okrese Ústí nad Orlicí.  
Je využíván pro chov ryb.

## Galerie

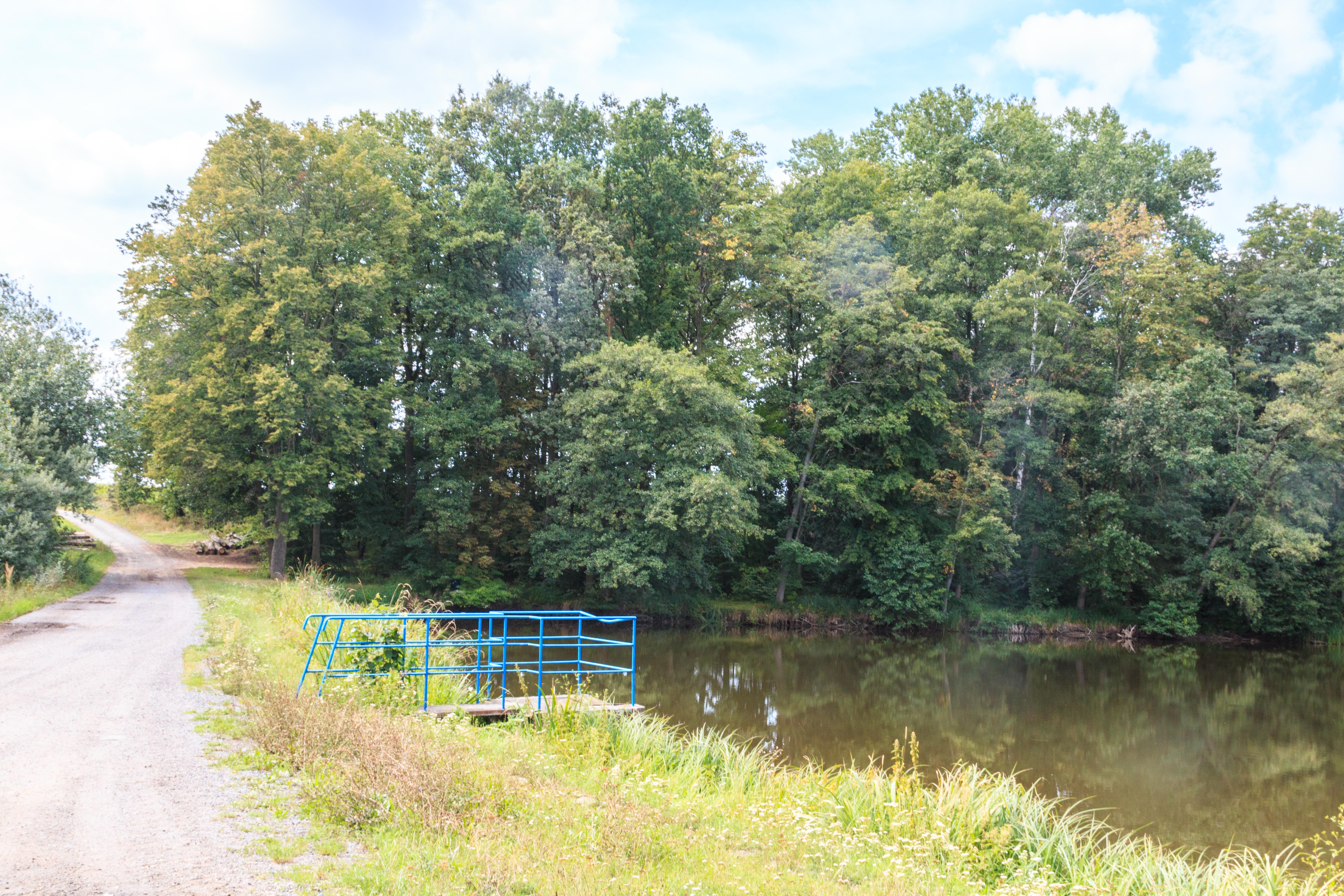
Pohled na rybník Týnišťko
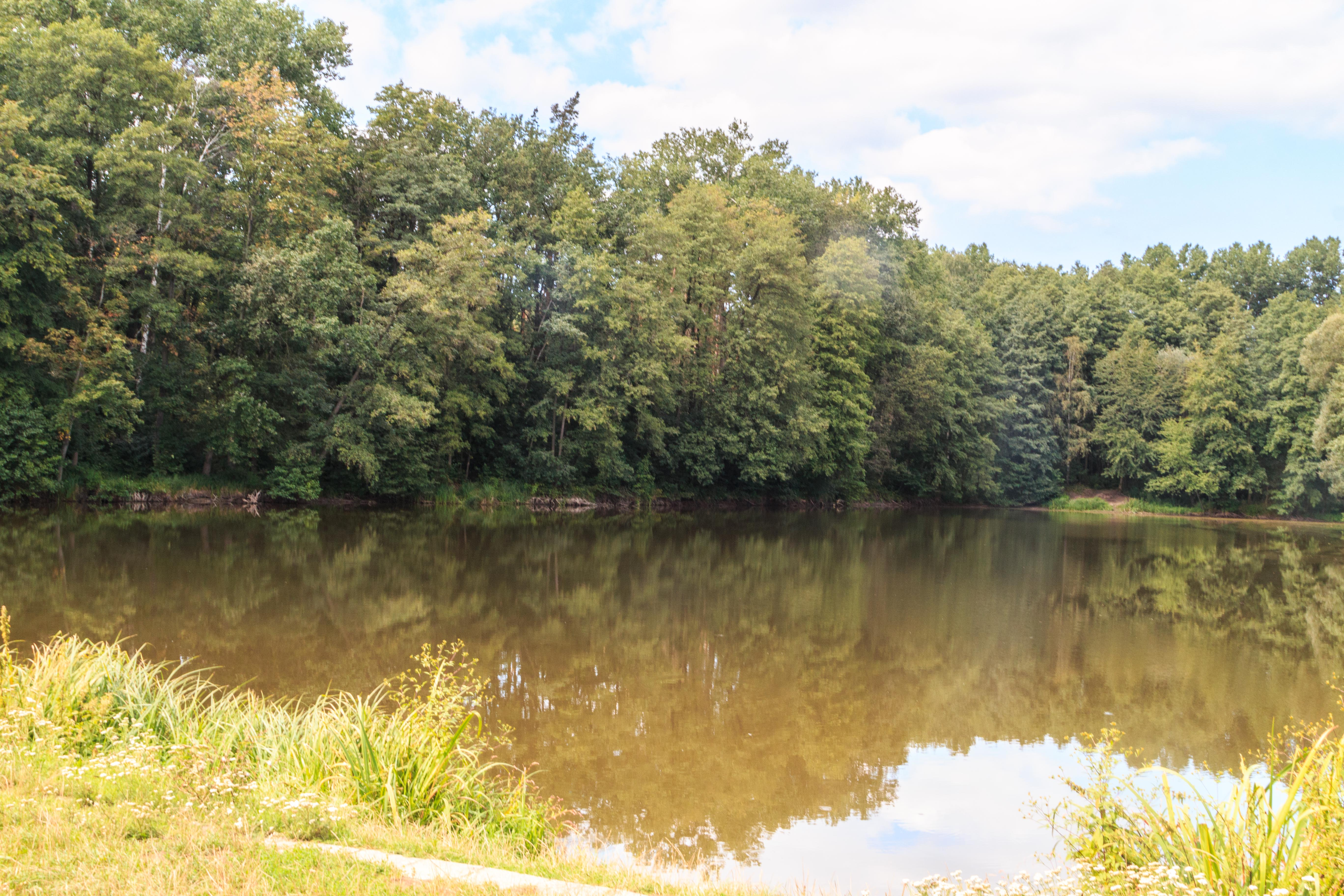
Pohled na rybník Týnišťko
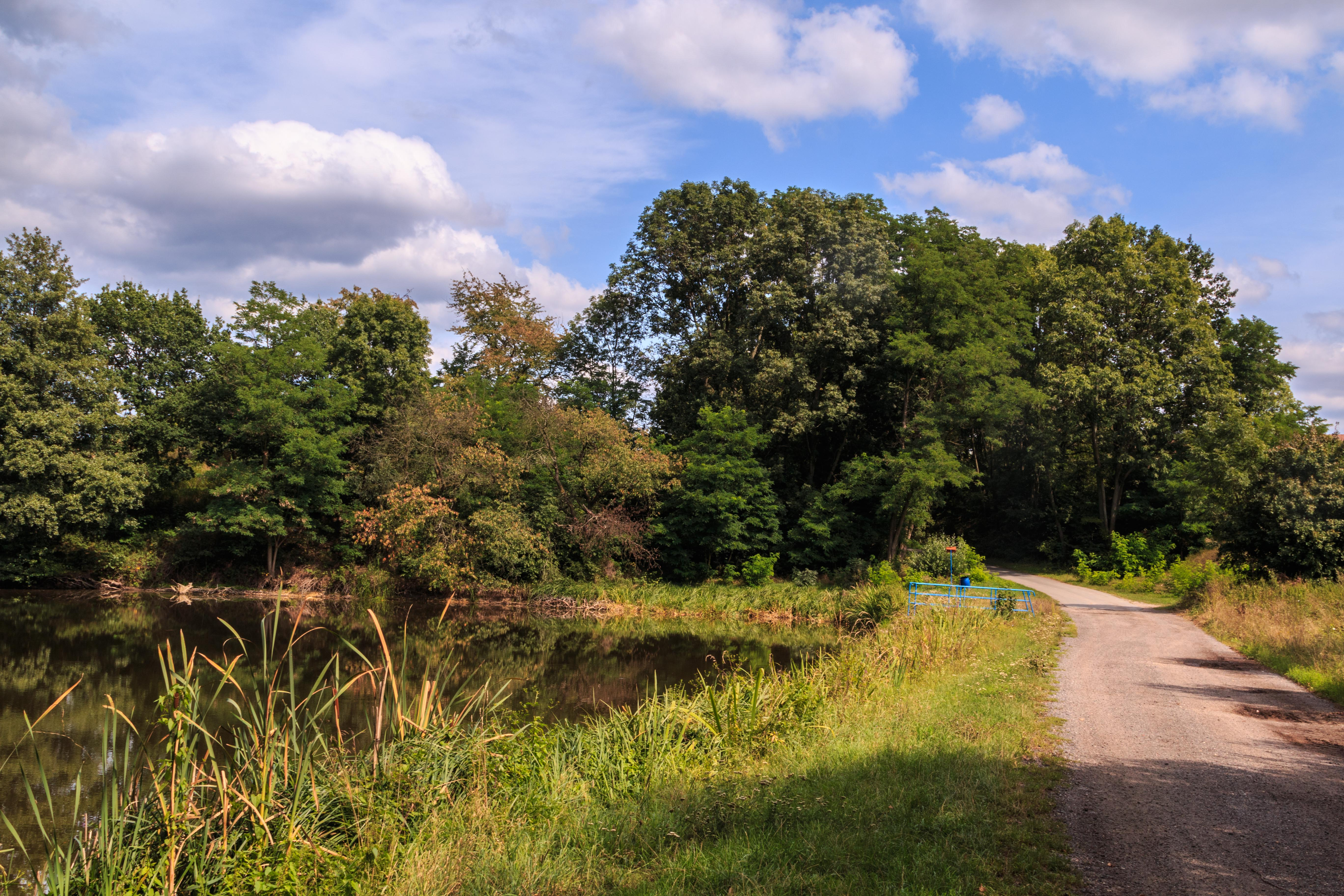
Pohled na rybník Týnišťko